# Roza Robota
Roza Robota (polsky Róża Robota, hebrejsky רוז'ה רובוטה‎, Roža Robota; 1921, Ciechanów – 6. ledna 1945, koncentrační tábor Auschwitz) byla účastnice židovského protinacistického odboje během druhé světové války, a to především ve vyhlazovacím táboře Auschwitz-Birkenau, kam ji v roce 1942 deportovali z rodného severopolského města Ciechanów. Patřila mezi organizátory tajné operace, při níž se z muniční továrny do vyhlazovacího tábora pašoval střelný prach, který členové Sonderkommanda (zvláštního oddílu, určeného pro práci v plynových komorách a krematoriích) použili 7. října 1944 k židovskému povstání v táboře, při němž bylo mimo jiné zničeno jedno z tamních krematorií. Po rychlém potlačení vzpoury nacisté zahájili rozsáhlé vyšetřování, při němž gestapo odhalilo její podíl na celé akci. Po zatčení ji při výsleších mučili, aby vyzradila další židovské odbojáře. Nikoho ale neprozradila, a tak ji 6. ledna 1945, pouhé tři týdny před osvobozením tábora Rudou armádou, společně se třemi dalšími ženami popravili oběšením.

## Život před válkou
Narodila se ve městě Ciechanów v meziválečném Polsku do asimilované židovské rodiny, řadící se mezi střední třídu tehdejší společnosti. Datum jejího narození není přesně známé; nejčastěji se uvádí rok 1921, někdy též 1923. Měla bratra a sestru, a často používala své židovské jméno Šošana. Ve dvanácti letech vstoupila do sionistického levicově orientovaného mládežnického hnutí ha-Šomer ha-ca'ir. Studovala na gymnáziu, které absolvovala s vyznamenáním.

## Druhá světová válka

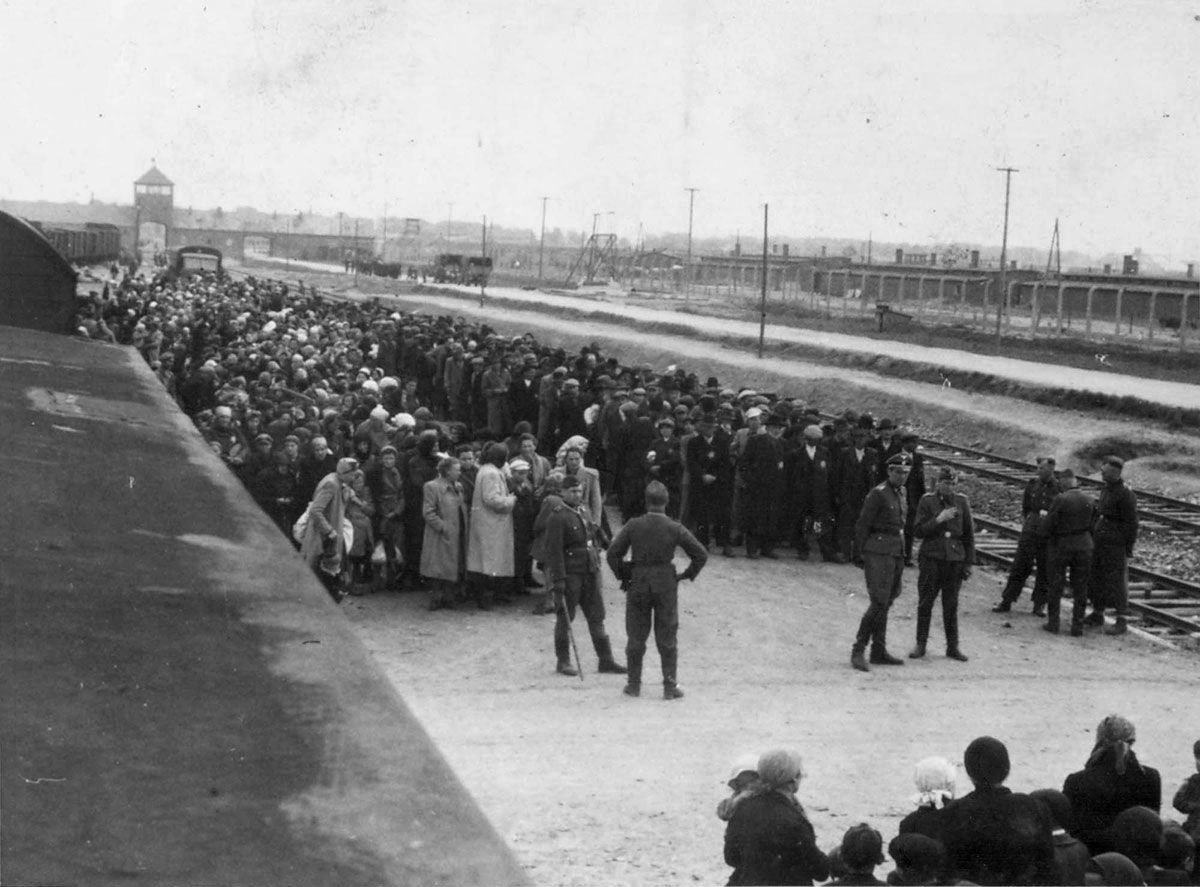
Selekce v Birkenau, květen 1944

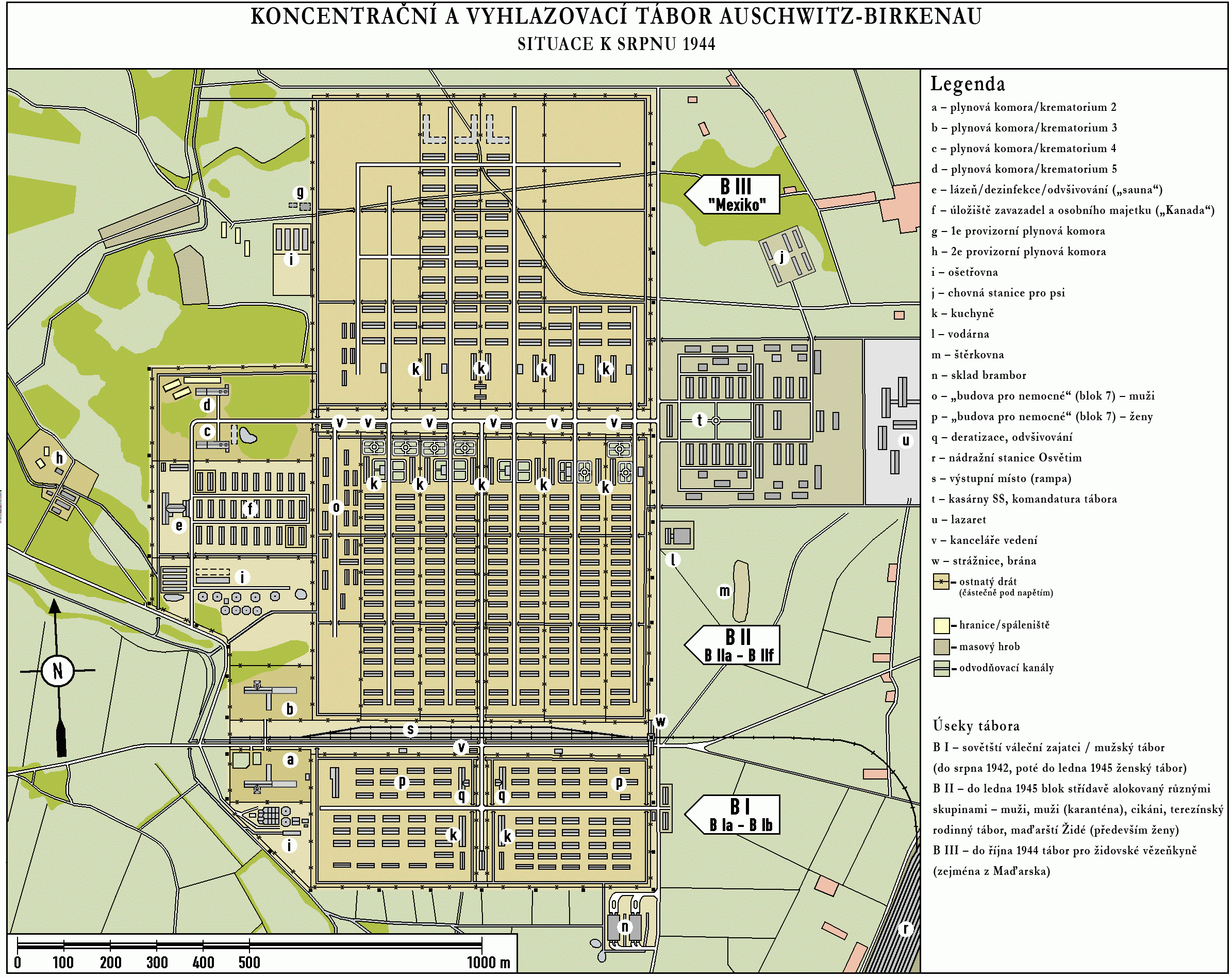
Plánek tábora Auschwitz II – Birkenau k srpnu 1944. Sklad zavazadel a majetku (tzv. Kanada) je označena písmenem F, hned vedle jsou plynové komory a krematoria IV a V, označené písmeny C a D.

Tři dny po vypuknutí druhé světové války obsadil Wehrmacht v noci ze 3. na 4. září 1939 rodné město tehdy osmnáctileté Rozy Roboty. Ta se s rodinou a příbuznými musela sestěhovat do ghetta, zřízeného v centru města, kde se angažovala v odboji, zřízeném jejím mládežnickým hnutím. V souvislosti s likvidací ciechanówského ghetta v druhé polovině roku 1942 byli zde internovaní Židé deportováni do vyhlazovacích táborů Treblinka a Auschwitz. Rozu Robotu s rodinou nacisté zařadili do transportu do druhého zmíněného tábora, kde jako jediná z rodiny po příjezdu přežila selekci, při níž nacisté rozřazovali všechny nové vězně do dvou skupin: jednu poslali na nucené práce, druhou na smrt do plynových komor.
Zpočátku ji věznili v ženské sekci tábora Auschwitz I, avšak v souvislosti s přesunem této sekce byla následně umístěna v táboře Auschwitz II – Birkenau. Zde pracovala v tzv. Kanadě (skladišti, oficiálně nazvaném Effektenkammer) v ženské skupině, jež měla za úkol třídit oblečení a osobní věci lidí, kteří byli zavražděni v plynových komorách. Postupem času ve skupině dosáhla relativně vysokého postavení, a zorganizovala v ní odbojovou skupinu, s níž kontaktovala židovský odboj v táboře.

### Příprava povstání
V březnu 1943 Robotu kontaktoval ciechanówský rodák Noa Zabladowicz z židovského odboje s žádostí o pomoc. Vysvětlil jí, že v táboře plánují povstání, jehož součástí bude i vyhození plynových komor a krematorií do povětří. Za tím účelem ovšem potřebovali výbušniny v podobě střelného prachu (některé zdroje hovoří o dynamitu) z muniční továrny Weichsel-Union-Metallwerke, nacházející se v rozsáhlém komplexu tábora Auschwitz, v níž se vyrábí dělostřelecké granáty. Dva členové odboje, kteří v továrně pracují, se již pokusili zkontaktovat židovské vězeňkyně z úseku vyrábějící střelný prach (Pulverpavillon), ale pro přísný zákaz styku mezi muži a ženami a zvýšený dohled nad pracovnicemi tohoto úseku se jim to nepodařilo. V rámci odboje proto padlo rozhodnutí, že by navázání kontaktu mělo proběhnout přes prostředníka v táboře Birkenau, kde dívky žily. Jelikož řada z nich pocházela z Ciechanówa a Robota se s nimi znala, ujala se organizování pašování výbušnin.
Během krátké doby se jí podařilo dát dohromady skupinu dvaceti židovských dívek, které z továrny potají pronášely malé množství výbušnin. Patřily mezi ně zejména Ester Wajcblum (* 1924), Ala Gertner (* 1912) či Regina Safirsztain (datum narození neznámé), a kromě nich též Hanele Wajcblum (Esteřina sestra), Faige Segal, Mala Weinstein, Hadasa Zlotnicka a řada dalších, jejichž jména nejsou známá. Množství materiálu, který se takto během jednoho dne podařilo propašovat, odpovídalo přibližně jedné až třem čajovým lžičkám. Ne každý den však byl úspěšný. Mezi zdroji nepanuje shoda, zda byl pronášen střelný prach či dynamit. V obou případech se způsoby pašování různily. Střelný prach dívky pronášely pod nehty, zabalený v kousku látky či papíru, nebo v malé krabičce od zápalek. Dynamit, v podobě malých tenkých koleček, připomínající knoflíky, pronášely rovněž v malých krabičkách od zápalek, které ukrývaly mezi ňadry, či je zapošily do lemu svého oblečení. Výbušniny si mezi sebou postupně předalo množství vězňů, než je Robota předala odbojové skupině v Sonderkommandu (zvláštním oddílu, určeném pro práci v plynových komorách a krematoriích). Trvalo přes rok, než se podařilo propašovat dostatek materiálu, aby se mohlo povstání realizovat. Výbušná zařízení pomohl Sonderkommandu vyrobit ruský válečný zajatec a specialista na výbušniny Timofej Borodin (Тимофей Бородин). Byla ukrytá ve starých plechovkách od sardinek, které členové odboje schovali na řadě míst, včetně krematorií.

### Povstání

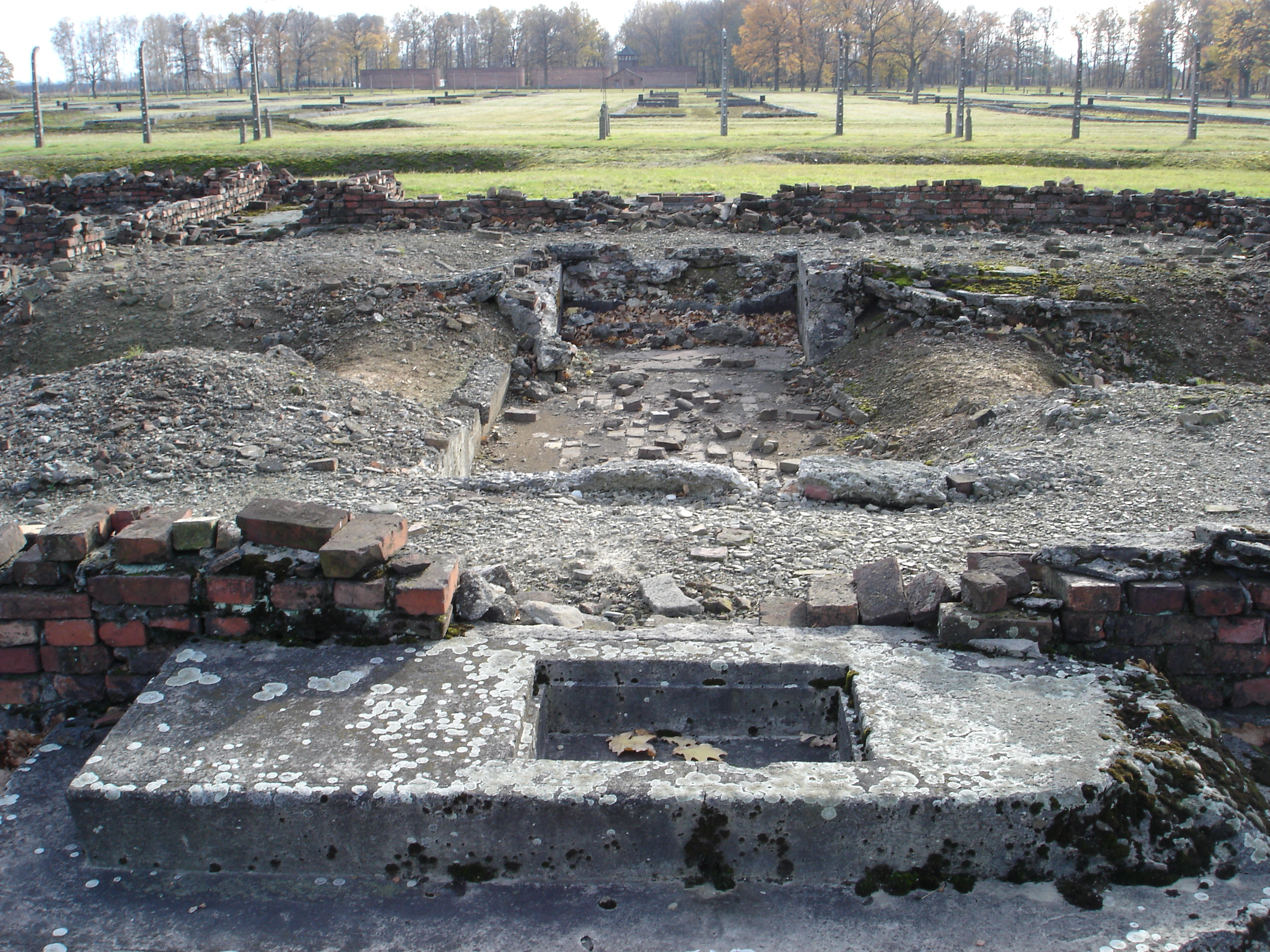
Ruiny krematoria IV v táboře Auschwitz II – Birkenau, zničeného během povstání Sonderkommanda

Podle plánu mělo Sonderkommando synchronizovat své povstání s všeobecným táborovým povstáním, které mělo vypuknout počátkem listopadu 1944. Nakonec však bylo všechno jinak. Přibližně o měsíc dříve, v sobotu 7. října 1944, se členové Sonderkommanda, pracující v krematoriích III a IV, dozvěděli, že 300 z nich bude přesunuto do jiného tábora. Pochopili, že je tím míněna jejich likvidace. Jelikož byl tento oddíl sestávající z vězňů přímým svědkem vyvražďování, poslali nacisté jeho příslušníky vždy po několika měsících na smrt, a na jejich místo vybrali jiné vězně. Předešlá likvidace části Sonderkommanda proběhla 24. září 1944. Ke konci téhož měsíce sloužilo v jeho řadách 663 vězňů.
Členové Sonderkommanda se proto rozhodli jednat sami. Když ráno 7. října rekapitulovali plánovanou vzpouru, zaslechl jejich rozhovor brutální kápo, který jim hrozil nahlášení příslušníkům SS. Sonderkommando se na něj vrhlo a živého jej vhodili do pece krematoria, čímž bylo povstání zahájeno. Při poledním apelu (nástupu vězňů), při němž měli předat seznam tří set svých lidí k transportu, zaútočili na dozorce kladivy, páčidly a krumpáči. Když dorazily posily SS, podpálili členové Sonderkommanda krematorium IV a vhodili připravené výbušniny do pecí krematoria, čímž budovu vyhodili do povětří (některé zdroje uvádí, že došlo ke zničení krematoria III). Požár a výbuch zaregistrovalo Sonderkommando i v dalších krematoriích v Birkenau a přidali se k povstání. Podařilo se jim přestříhat ostnaté dráty plotu kolem tábora a několik set jich uprchlo. Dohromady 250 z nich nacisté zastřelili při útěku, dalších 200 dopadli a zastřelili je v táboře. Pouhým 27 členům Sonderkommanda se podařilo úspěšně uniknout.
Všeobecné povstání v táboře nakonec nikdy nevypuklo, a vzpoura Sonderkommanda tak byla jedinou organizovanou ozbrojenou revoltou v historii tohoto vyhlazovacího tábora.

### Zatčení, mučení a smrt
Poté, co se nacistům podařilo povstání potlačit, zahájili rozsáhlé vyšetřování s cílem zjistit původ výbušnin, a jak se dostaly do tábora Birkenau. Dopadení členové Sonderkommanda byli podrobeni výslechům a mučení ze strany gestapa, to však od nikoho z nich nezískalo požadované informace o organizaci vzpoury. Po dvou týdnech (podle jiného zdroje již po třech dnech) se jim s pomocí tajných agentů podařilo vystopovat výbušniny do muniční továrny. Zatkli několik dívek z úseku vyrábějící střelný prach (Alu Gertner, Reginu Safirsztajn a Ester Wajcblum), avšak po dvou dnech výslechů a mučení, kdy nikoho z odboje neudaly, je propustili, a ony se tak navrátily zpět ke své práci v továrně. Vyšetřování však pokračovalo. Nacisté do továrny nasadili svého agenta v utajení, československého Žida jménem Eugen Koch, který vedl jednu z pracovních skupin. Tomu se nakonec podařilo zjistit jména zbývajících žen, které se na pašování podílely, což vedlo k opětovnému zatčení již zmíněné trojice, a navíc též k zadržení Rozy Roboty.

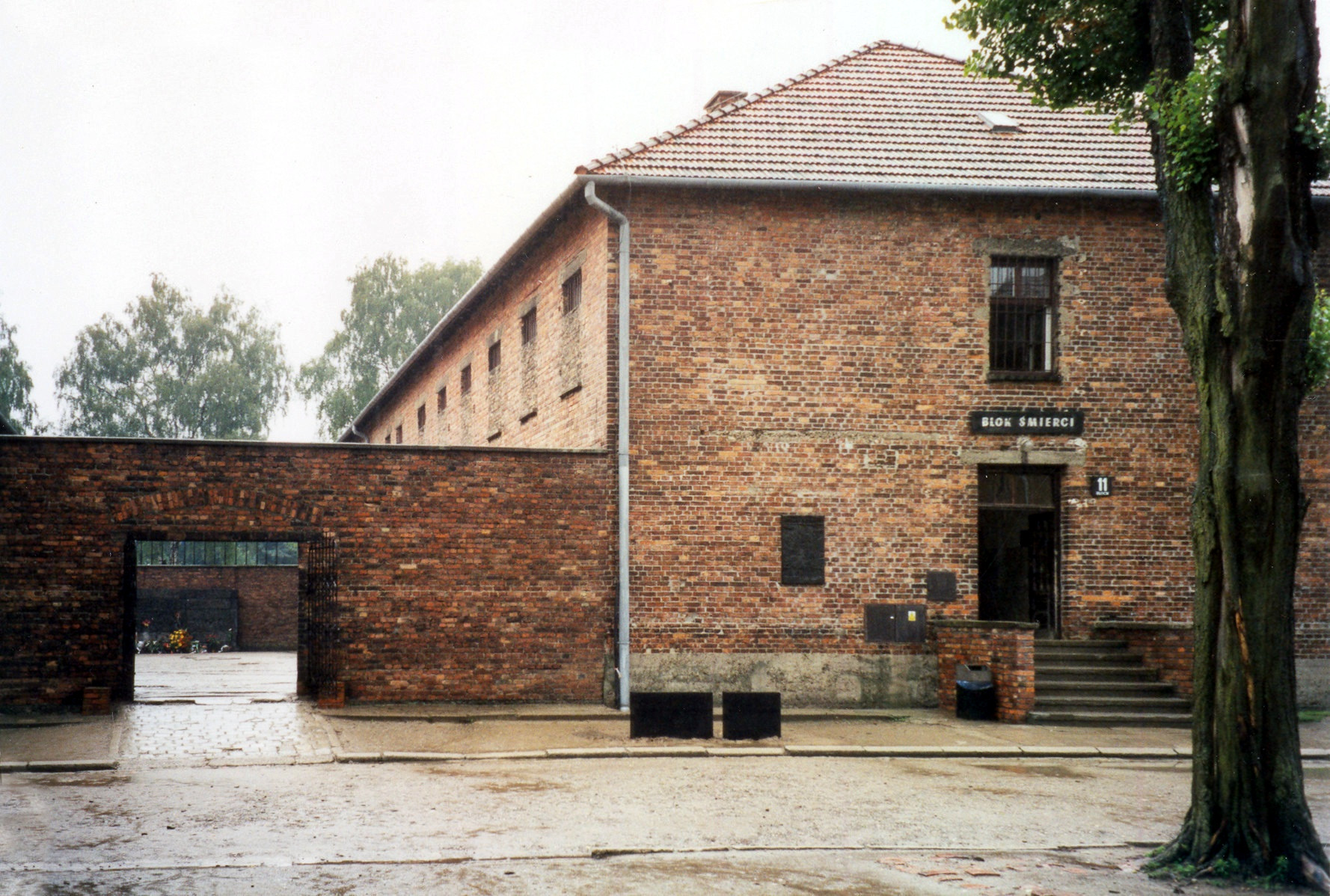
Blok č. 11 v táboře Auschwitz I

Čtveřice žen byla vyslýchána v táboře Auschwitz I v bloku č. 11, známém jako „bunkr“ nebo „blok smrti“. Při výsleších je nacisté podrobovali krutému mučení, aby vyzradily jména spolubojovníků z odboje. To mělo kromě bití a mlácení zahrnovat též znásilňování a pouštění elektrického proudu do genitálií. Robotu vodili k výslechu do bloku č. 11 každý den, přičemž tento výjev z povzdálí pozorovali její spoluvězni, kteří jej popsali následovně: „Její vlasy byly zacuchané a slepené, tváře oteklé a plné modřin, že ji ani nešlo poznat, šaty měla roztrhané. Nemohla chodit, a tak byla [k výslechu] vlečena dvěma dozorkyněmi.“ Dosud nezatčené členy židovského odboje skličoval strach z toho, co by se stalo, kdyby Robota nevydržela mučení a prozradila je. Přestože jí věřili, nemohli si být jisti, a dokonce zvažovali spáchání sebevraždy.
Židovský odboj se proto odhodlal k odvážnému kroku. Jeho člen Moše Kulka se tajně obrátil na svého známého Ja'akova Kozelczyka, židovského kápa (dozorce) v bloku č. 11, s žádostí, zda by bylo možné navštívit Robotu v její cele. Ten odpověděl kladně a vzkázal, aby dotyčný přinesl lahev whisky a šišku salámu. Odboj vyslal Noa Zabladowicze, který spolu s Kozelczykem donesenou pálenkou opil přítomného dozorce z SS. Tomu poté sebrali klíče a Kozelczyk odvedl Zabladowicze do cely k Robotě. Následující slova jsou Zabladowiczovým popisem této události:
Měl jsem tu čest naposled vidět Rozu několik dní před její popravou. V noci, když všichni vězni spali a v táboře platil zákaz vycházení, jsem sestoupil do bunkru bloku 11 a spatřil cely a temné chodby. Slyšel jsem úpění odsouzených a byl otřesen do morku kostí. Ja'akov mne dovedl po schodišti k Rozině cele. Otevřel dveře a pustil mne dovnitř. Poté za mnou zavřel a zmizel.

Když jsem si zvykl na všudypřítomnou tmu, všiml jsem si postavy, zabalené do roztrhaného oblečení, ležící na studené betonové podlaze. Otočila se ke mně. Stěží jsem ji poznal. Po několika minutách ticha začala mluvit. Řekla mi o sadistických metodách, které Němci používají při výsleších. Pro člověka je možné je přetrpět. Řekla mi, že vzala všechnu vinu na sebe, a že ona bude tou poslední. Nikoho nezradila.

Snažil jsem se ji utěšit, ale neposlouchala. Řekla, že ví, co provedla, a co bude následovat. Požádala, aby přátelé v odboji pokračovali ve své práci. Je snazší zemřít s vědomím, že se v našem úsilí bude pokračovat. Uslyšel jsem zavrzání dveří. Ja'akov mi řekl, abych už šel. Rozloučili jsme se. Bylo to naposledy, co jsem ji viděl.

Předtím, než Zabladowicz od Roboty odešel, napsala pro své přátele z odboje dopis na rozloučenou. V něm je ubezpečila, že jediné jméno, které při výsleších prozradila, bylo jméno mrtvého příslušníka Sonderkommanda. Vzkaz zakončila hebrejským heslem hnutí ha-Šomer ha-ca'ir – „chazak ve-emac“ (חזק ואמץ‎), tj. „buďte rozhodní a udatní“, pocházející z Tóry a knihy Jozue.
Všechny čtyři ženy byly 6. ledna 1945 (některé zdroje uvádí datum 5. ledna), pouhé tři týdny před osvobozením tábora Rudou armádou, popraveny oběšením. Poprava se konala za přítomnosti ostatních vězňů, a nacisté ji rozdělili na dvě části. Nejprve v noci popravili Alu Gertner a Rozu Robotu, a posléze během dne popravili Ester Wajcblum a Reginu Safirsztajn. Čtveřice žen před smrtí volala po pomstě, snažila se povzbudit spoluvězně a zpívala hymnu sionistického hnutí ha-Tikvu. Mimo jiné vykřikly „nekama!“ (!נקמה‎), tj. „odplata!“, a již zmíněné „chazak ve-emac“ (חזק ואמץ‎), tj. „buďte rozhodní a udatní“. Jednalo se o poslední popravu vězňů provedenou v koncentračním táboře před jeho osvobozením. Jejich ostatky byly zpopelněny.
Ve dnech 17. až 21. ledna 1945, tedy jedenáct dní po popravě, nacisté vyhnali 58 tisíc vězňů koncentračního tábora na pochod smrti směrem do vnitrozemí nacistického Německa. Přibližně 15 tisíc jich během pochodu zemřelo, zbytek uvěznili v různých koncentračních táborech (Bergen-Belsen, Sachsenhausen, Ravensbrück). Když sovětská Rudá armáda koncentrační tábor 27. ledna 1945 osvobodila, nalezla v něm 7 tisíc vězňů.

## Památka
Dne 7. října 1994 byla ve státním muzeu Auschwitz-Birkenau u příležitosti 50. výročí povstání Sonderkommanda odhalena pamětní plaketa před blokem č. 27 v táboře Auschwitz I k uctění Rozy Roboty, Aly Gertner, Ester Wajcblum a Reginy Safirstztajn.
V roce 2008 byla v australském Sydney v domově pro židovské seniory The Montefiore Home slavnostně odhalena brána, nesoucí její jméno – The Rosa Robota Gates. Na připomenutí její památky má zásluhu Sam Spitzer, přeživší holokaust, jehož sestra v koncentračním táboře Auschwitz s Robotou spolupracovala na pašování výbušnin. Součástí brány je pamětní plaketa, na které se píše: „Desítky tisíc lidí, potomci přeživších z Auschwitz-Birkenau, včetně dětí, vnuků a pravnuků, vděčí za svůj život odvaze a mlčení těchto žen.“